# Bantargadung (plaats)
Bantargadung is een bestuurslaag in het regentschap Sukabumi van de provincie West-Java, Indonesië. Bantargadung telt 9368 inwoners (volkstelling 2010).